# La Venta (Colombia)
La Venta è una località della Colombia, situata nel deserto del Tatacoa, tra i dipartimenti di Huila e Tolima, nota per la presenza di uno dei giacimenti fossiliferi più ricchi del Neogene in tutta l'America del Sud, che fornisce un affascinante panorama della vita nella regione prima che avvenisse il processo di migrazione noto come Grande scambio americano.

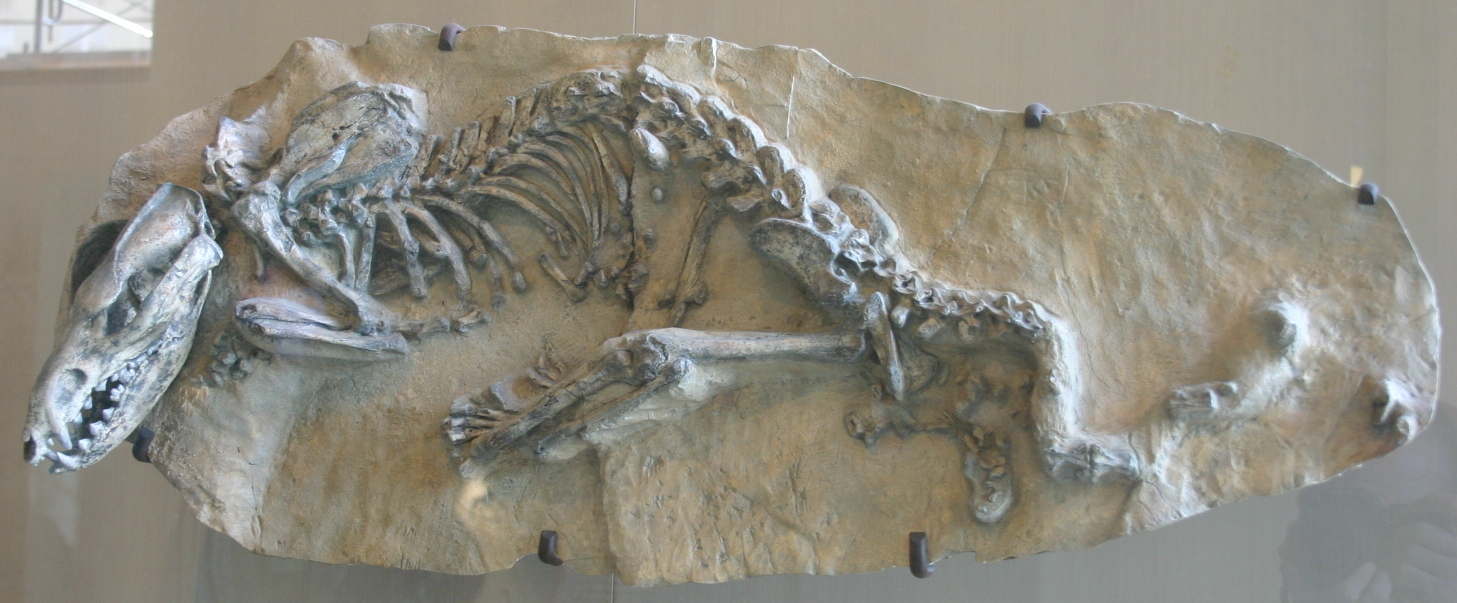
Scheletro dello sparassodonte Lycopsis longirostris, uno dei fossili meglio conservati della fauna di La Venta.
American Museum of Natural History

## Fauna di La Venta
La cosiddetta fauna di La Venta, risalente al Miocene (Serravalliano), comprende varie specie estinte appartenenti a generi e famiglie di animali ancora esistenti, assieme ad altre appartenenti a linee filogenetiche attualmente estinte.
Sulla base dei fossili rinvenuti nel giacimento è stato possibile identificare i seguenti taxa:

### Actinopterygii
- Pesci d'acqua dolce delle famiglie Lepidosirenidae (Lepidosiren sp.), Characidae (Myletes sp.), Callichthyidae (Corydoras sp.).

### Anfibi
- Frammenti di scheletro di rospo delle canne Rhinella marina (Bufonidae), una specie tuttora esistente.[4]

### Rettili
- Tartarughe di acqua dolce come  Podocnemis pritchardi, Podocnemis medemi (Podocnemididae) e Chelus colombiana (Chelidae), e la specie terrestre Geochelone hesterna (Testudinidae).
- Serpenti come l'anaconda Eunectes stirtoni (Boidae) e Colombophis sp. (Aniliidae).
- Sauri come Dracaena colombiana e Tupinambis teguixin (Teiidae).
- Varie specie di crocodilomorfi, tra cui il moderno Caiman latirostris e gli estinti Purussaurus neivensis e Balanerodus logimus (Alligatoridae), Mourasuchus atopus (Nettosuchidae), Gryposuchus colombianus (Gavialidae), Charactosuchus fieldsi (Crocodylidae) e Langstonia huilensis (Sebecidae).

### Uccelli
- Varie specie di uccelli, tra cui il cuculiforme Hoazinoides magdalenae (Opisthocomidae), il picchio Galbula hylochoreutes (Galbulidae), il gruiforme Aramus paludigrus (Aramidae) e una specie non identificata di Anhinga (Anhingidae).

### Mammiferi

#### Marsupiali
- Varie specie di marsupiali carnivori appartenenti agli sparassodonti, come Hondadelphys fieldsi (Hondadelphidae), Anachlysictis gracilis (Thylacosmilidae), Lycopsis longirostris (Prothylacinidae) e Dukecynus magnus (Borhyaenidae).
- Specie di più piccola taglia come gli opossum Thylamys minutus, Thylamys colombianus e Marmosa laventicus, i paucitubercolati Pithiculites chenche e Hondathentes cazador e il microbioterio Pachybiotherium minor.

#### Chirotteri
- Resti fossili di varie specie di pipistrelli, tra cui le specie viventi Noctilio albiventris (Noctilionidae)  e Thyroptera lavali (Thyropteridae), e le specie estinte Potamops mascahehenes e Molossus colombiensis (Molossidae), Notonycteris magdalenensis,  Notonycteris sucharadeus e Palynephyllum antimaster (Phyllostomidae).[5]

#### Cingolati
- Varie specie di armadilli come Anadasypus hondanus, Nanoastegotherium prostatum e Pedrolypeutes praecursor, nonché Scirrotherium sp. (Pampatheriidae).
- Varie specie di gliptodontidi, tra cui Boreostemma gigantea,  Boreostemma acostae, Neoglyptatelus sp.

#### Primati
- Varie specie di scimmie del Nuovo Mondo come Cebupithecia sarmientoi, Stirtonia victoriae, Neosaimiri fieldsi,[6] Aotus dindensis,[7] Nuciruptor rubricae.[8]

#### Roditori
- Diverse specie di roditori come  Scleromys shurmanni, Scleromys colombianus  e Olenopsis aequatorialis (Dasyproctidae), Neoreomys huilensis (Capromyidae) e Prodolichotis pridiana (Caviidae).

#### Notoungulati

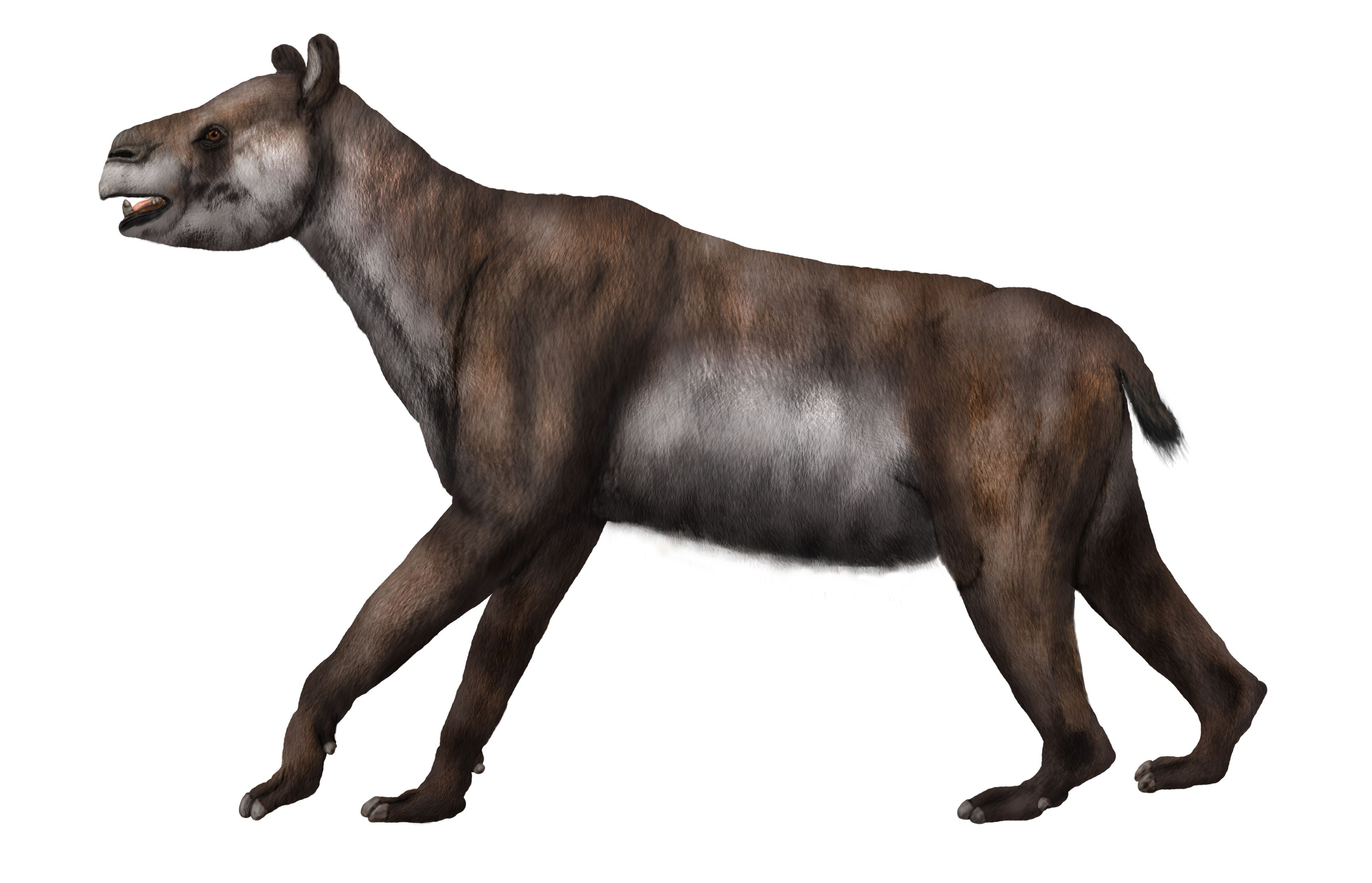
Il leontinide Huilatherium pluriplicatum.

- Varie specie di meridiungulati tra cui grandi erbivori come Granastrapotherium snorki, Xenastrapotherium kraglievichi, Hilarcotherium castanedaii (Astrapotheria)[9], Huilatherium pluriplicatum e Pericotoxodon platygnathus (Toxodonta), e specie di taglia più piccola come Miocochilius anomopodus (Typotheria), Megadolodus molariformis, Prolicaphrium, Villarroelia e Theosodon (Litopterna).

#### Pelosi
- Il formichiere Neotamandua borealis (Myrmecophagidae).
- Bradipi terricoli giganti come Pseudoprepotherium sp. e specie di taglia più piccola come  Brievabradys sp. e Neonematherium sp. (Mylodontidae), Huilabradys magdaleniensis (Nothrotheriidae).

#### Sirenidi
- Il lamantino preistorico Potamosiren magdalenensis (Trichechidae).